# ۵۸۱ (میلادی)
۵۸۱ (میلادی) پانصد و هشتاد و یکمین سال تقویم میلادی است.

## درگذشتگان
‎